# Ctenitis microlepigera
Ctenitis microlepigera là một loài thực vật có mạch trong họ Dryopteridaceae. Loài này được (Nakai) Ching miêu tả khoa học đầu tiên năm 1938.